# Josep Cusí Ferret
Josep Cusí Ferret (Barcelona, 13 de gener de 1934) és un tirador i armador català. Participà als Jocs Olímpics del 1968 a Mèxic com a tirador i també practicà la vela. És amic íntim de Joan Carles I, el qual conegué el 1972 en una cacera organitzada per Francisco Franco. El juny del 2020 se sabé que havia pagat la meitat de la segona lluna de mel de Felip VI i Letizia Ortiz.